# Консорциум по качеству программного обеспечения
Консорциум по качеству программного обеспечения (англ. Consortium for IT Software Quality, CISQ) — отраслевая группа ИТ-компаний, в которую входят ведущие компании из Global 2000, системные интеграторы, сторонние поставщики услуг и компании-разработчики программного обеспечения, стремящиеся улучшить качество прикладного программного обеспечения. CISQ, организованный совместно Институтом программной инженерии (SEI) Университета Карнеги-Меллона и Object Management Group (OMG), призван стать нейтральным форумом, на котором заказчики и поставщики прикладного программного обеспечения могут разработать общеотраслевую программу действий для определения, измерения и улучшения качества программного обеспечения ИТ.

## История
CISQ был создан в августе 2009 года 24 организациями-основателями, включая SEI и OMG. Основателями CISQ являются Пол Д. Нильсен, генеральный директор SEI, и Ричард Соли, председатель и главный исполнительный директор OMG. первым директором CISQ был Билл Кёртис, соавтор концепции CMM, . Известный эксперт по измерению и оценке производительности программного обеспечения Каперс Джонс является почётным советником CISQ.
В сентябре 2012 года CISQ опубликовал свои стандартные метрики оценки и сравнительного анализа надёжности, безопасности, производительности и ремонтопригодности программного обеспечения. В январе 2013 года OMG приняла спецификации функциональных точек. В мае 2013 года CISQ насчитывал уже 500 организаций-участников. В декабре 2013 года международная ИТ-компания Wipro стала четвёртым крупным спонсором, присоединившимся к списку отраслевых участников, инвестирующих в завершение разработки и внедрение стандартов CISQ в ИТ-индустрии.